# テラーミーネ42

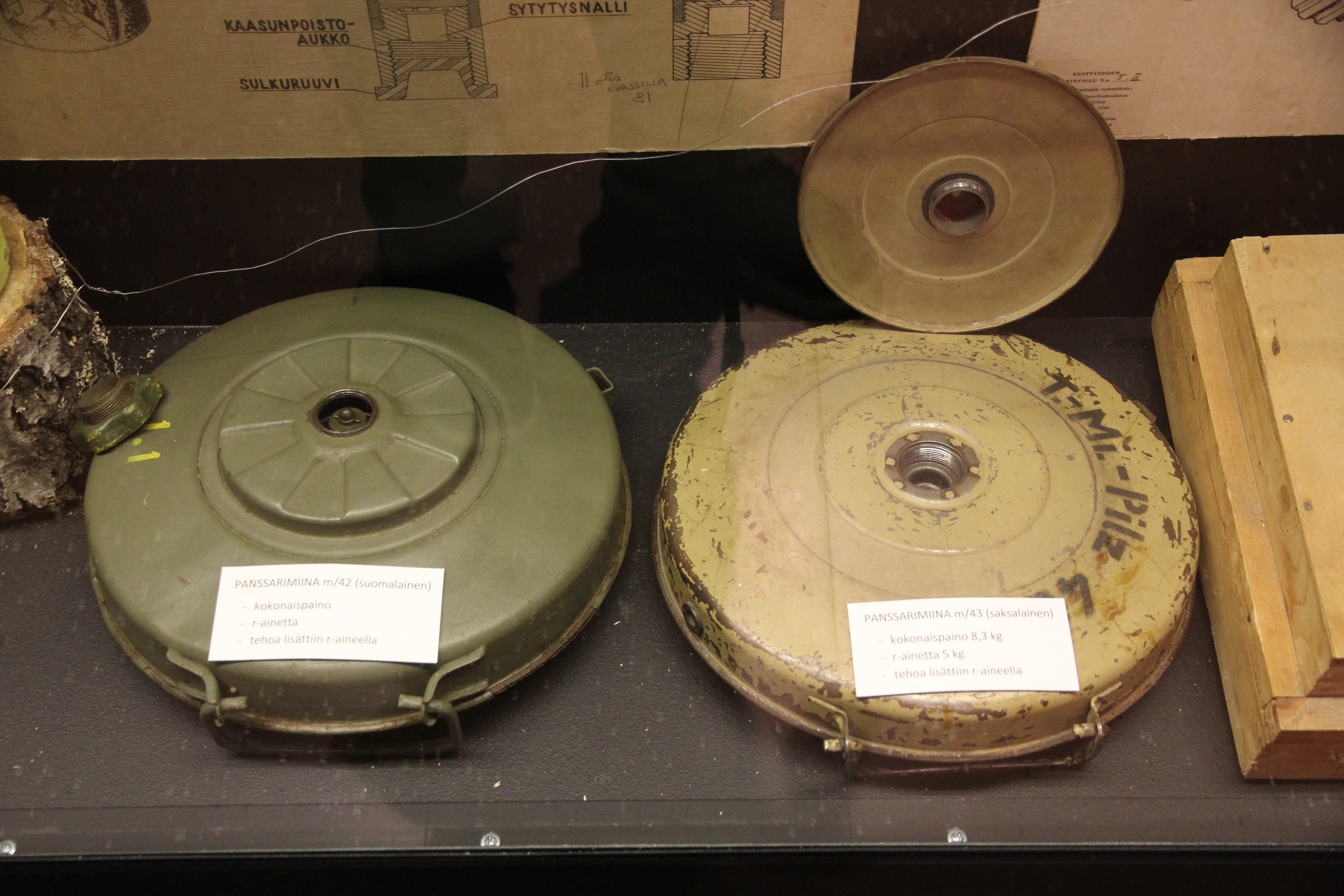
テラーミーネ42（左）およびテラーミーネ43（右）

テラーミーネ42(T.Mi.42)とはドイツで作られ、第二次世界大戦中に用いられた金属製の対戦車地雷である。この地雷はテラーミーネ35から派生したもので、爆風に対する改善が行なわれていた。この地雷の後継は生産を簡易化したテラーミーネ43である。
このテラーミーネは円形にプレス加工された鋼板製弾体で構成され、弾体中央部には大型の感圧板を備える。これは初期のテラーミーネ35の感圧板より小型で、爆風に対する地雷の抵抗力を高めてある。2個の予備信管孔が処理防止装置用として存在し、1つは側面に、もう1つは地雷の底部に設けられた。本地雷には携行ハンドルが付属する。
テラーミーネ42にはT.Mi.Z.43感圧信管が装着できた。T.Mi.Z.43信管は標準的に処理防止装置を組み込んでいたことが特記すべき点である。信管を挿入し、感圧板を所定の位置にねじ込む際、脆弱な作動ピンが聞き取れる音でパキッと断ち切られる。この動作により、処理防止装置が準備される。それから後、この地雷をどう解除しようとも、信管を除去するために感圧板を回転させて取り外そうとすれば、自動的にトリガーが起爆する。
どのような形式の信管が取付けられているかを判別することは不可能であるため、テラーミーネから感圧板が取り外されるべきでは無かった。

## 諸元
- 全高：102mm
- 直径：324mm
- 全重：9.1kg
- 炸薬量：TNT、5.5kgもしくは50/50配合のアマトール
- 作動荷重：100kgから180kg